# Hoplopleura meridionidis
Hoplopleura meridionidis – gatunek wszy z rodziny Hoplopleuridae, pasożytujący głównie na suwaku pustynnym (Meriones meridianus). Spotykany również na innych myszoskoczkach: suwaku tamaryszkowym (Meriones tamariscinus), suwaku mongolskim (Meriones unguiculatus), suwaku libijskim (Meriones libycus), suwaku tłustym (Meriones crassus). Powoduje wszawicę.
Samica wielkości 1,1 mm. Wszy te mają ciało silnie spłaszczone grzbietobrzusznie. Samica składa jaja zwane gnidami, które są mocowane specjalnym „cementem” u nasady włosa. Rozwój osobniczy trwa po wykluciu się z jaja około 14 dni. Pasożytuje na skórze. Występuje na terenie Azji.